# Saint-Gervais-sur-Mare
Saint-Gervais-sur-Mare ist eine französische Gemeinde mit 839 Einwohnern (Stand: 1. Januar 2022) im Département Hérault in der Region Okzitanien. Sie gehört zum Béziers und zum Kanton Clermont-l’Hérault.

## Geographie
Zwischen Mittelmeer und Mittelgebirge liegt Saint-Gervais-sur-Mare in dem Gebirgsmassiv der Monts de l’Espinouse  im Tal des kleinen Flusses Mare, ca. zehn Kilometer nordwestlich von Bédarieux. Das Gemeindegebiet an der Grenze zum Département Aveyron gehört zum Regionalen Naturpark Haut-Languedoc.
Die Gemeinde liegt an der Via Tolosana, einer der vier historischen „Wege der Jakobspilger in Frankreich“.

## Bevölkerungsentwicklung
| Jahr                       | 1962 | 1968 | 1975 | 1982 | 1990 | 1999 | 2010 | 2020 |
| Einwohner                  | 650  | 873  | 860  | 859  | 813  | 789  | 861  | 849  |
| Quellen: Cassini und INSEE |      |      |      |      |      |      |      |      |

## Sehenswürdigkeiten
- Schlossruine im Ortsteil Neyran
- Kirche Saint-Gervais et Saint-Protais, Monument historique
- Ruinen der Kirche Saint-Pierre im Ortsteil Neyran
- Église de l'Immaculée-Conception (Kirche der Unbefleckten Empfängnis) im Ortsteil Mècle
- Kirche Notre-Dame-de-Lorette im Ortsteil Castanet-le-Bas
- Kapelle Notre-Dame-de-Lorette (ehemals Kapelle Notre-Dame-du-Buis)
- Chapelle des Pénitents blancs (Kapelle der Weißen Büßer)
- Kapelle Saint-Barthélemy (Friedhofskapelle)
- Kapelle Saint-Maurice im Ortsteil Rongas

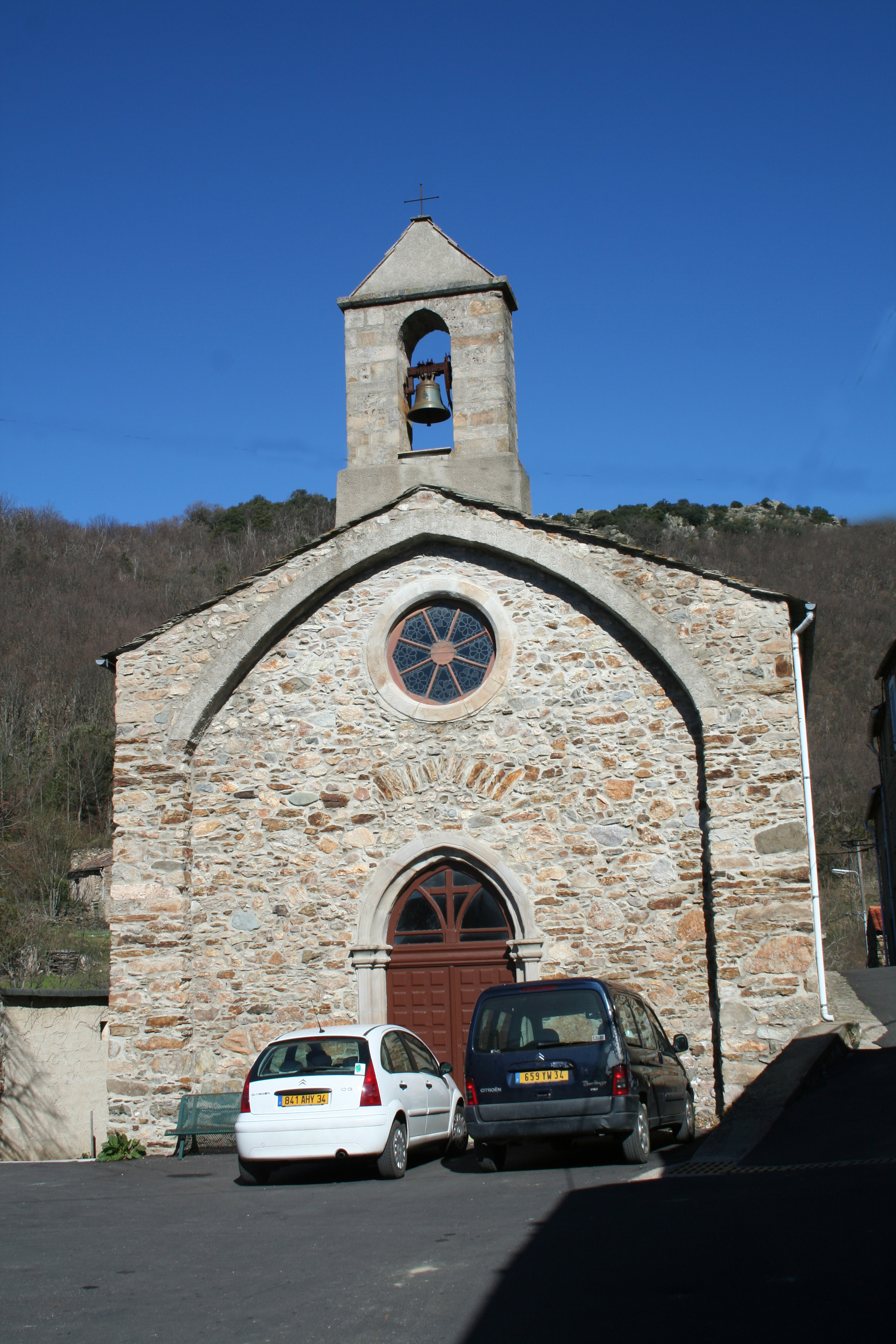
Kirche der Unbefleckten Empfängnis in Mècle
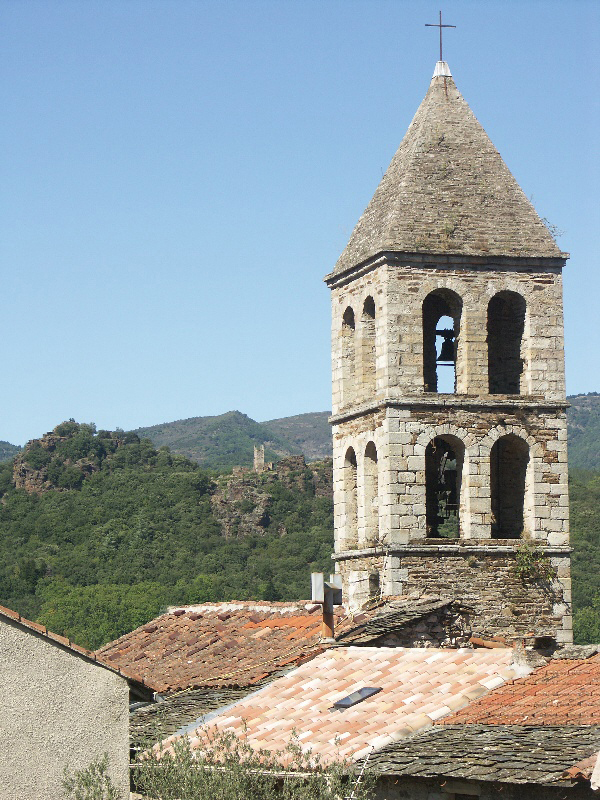
Rurm der Kirche Saint-Gervais et Saint-Protais
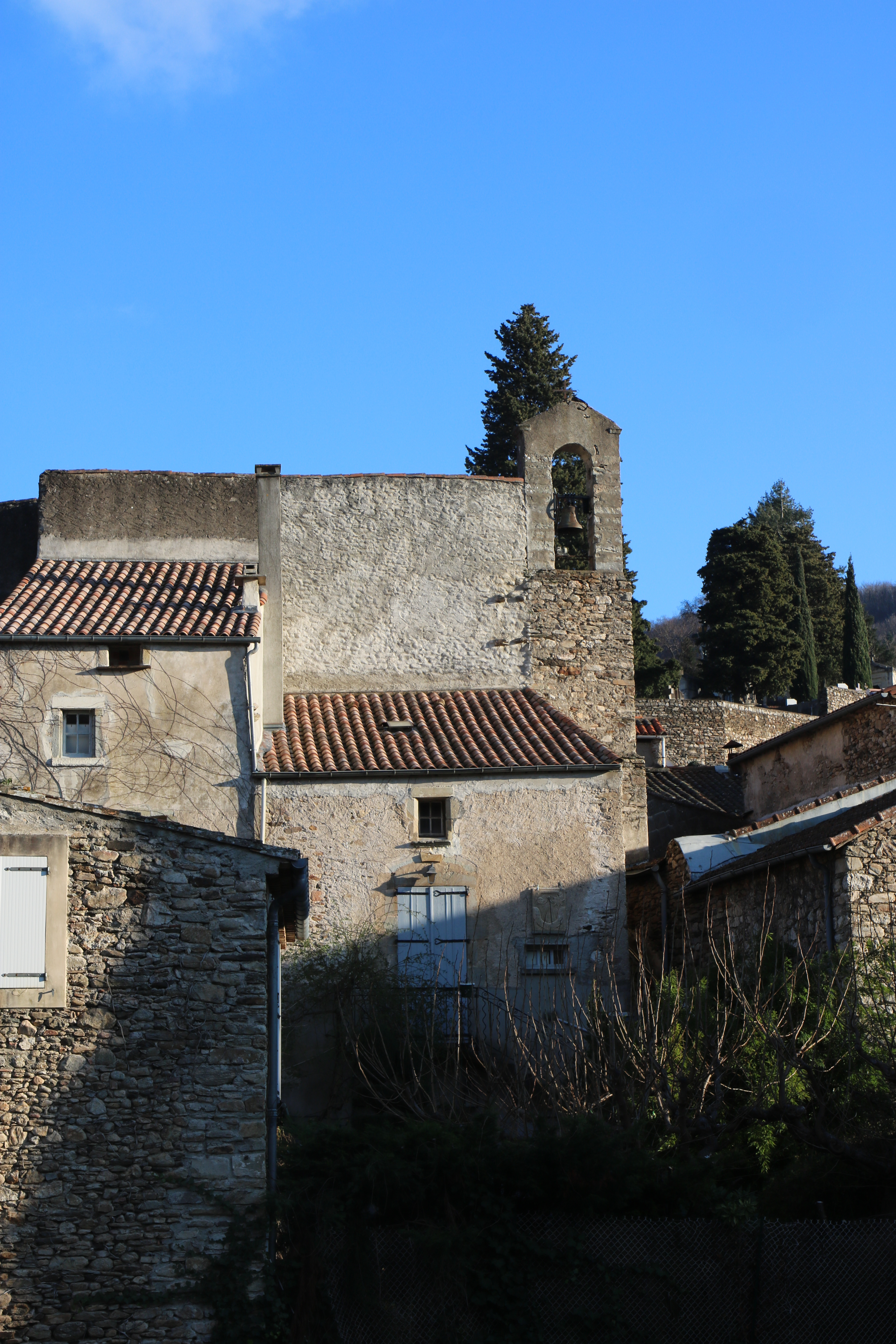
Kapelle der Weißen Büßer
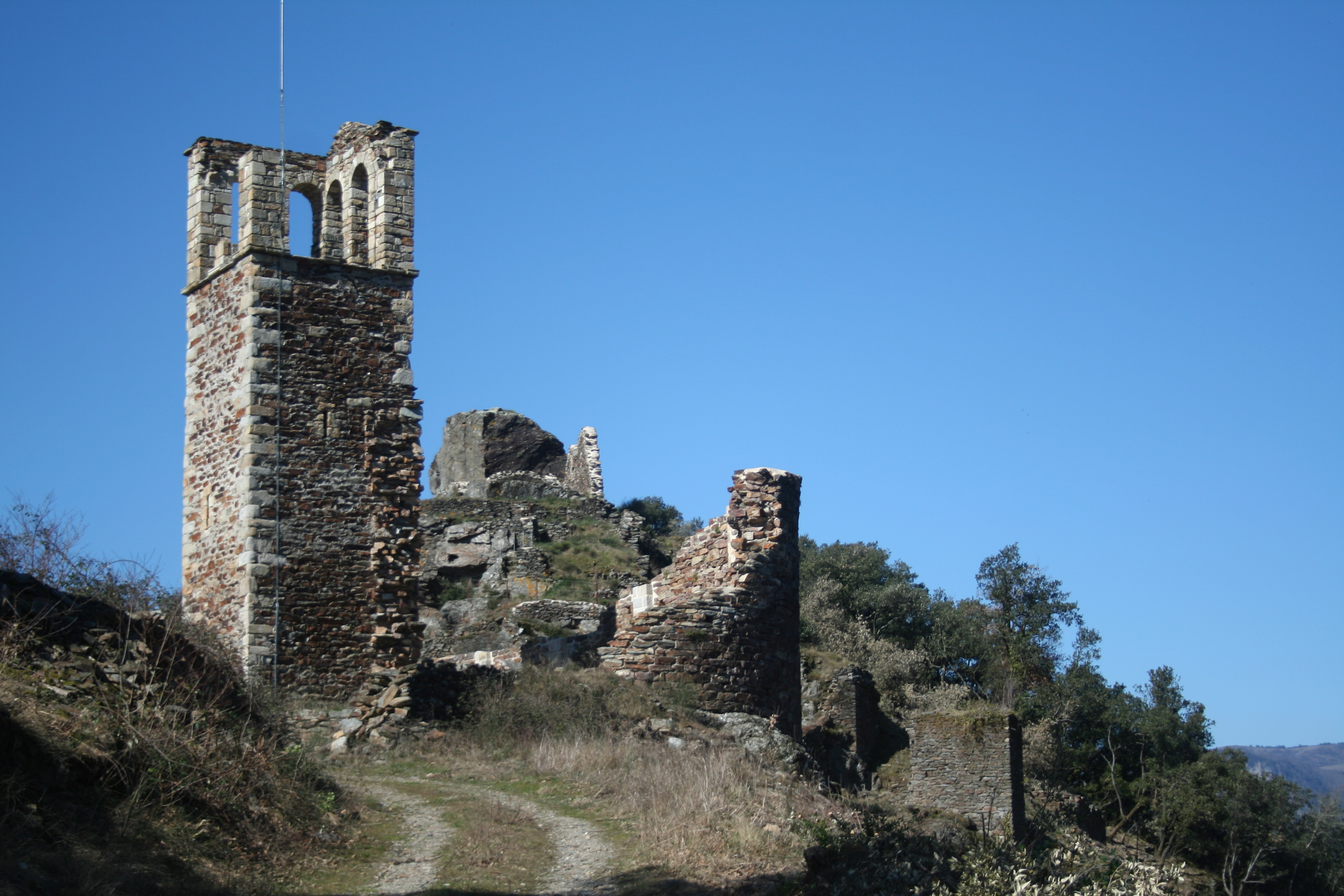
Ruinen der Kirche Saint-Pierre in Neyran
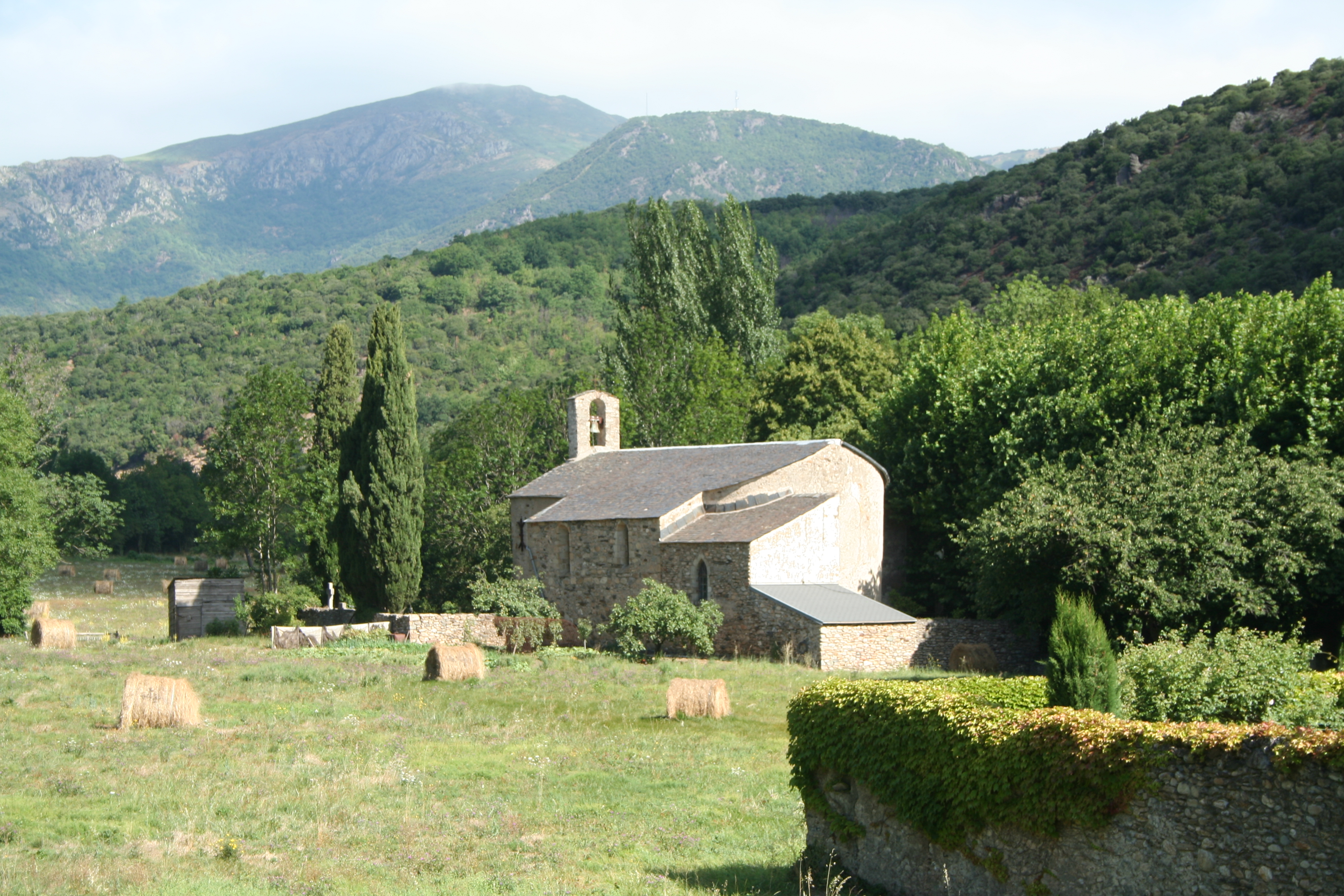
Kapelle Notre-Dame-de-Lorette
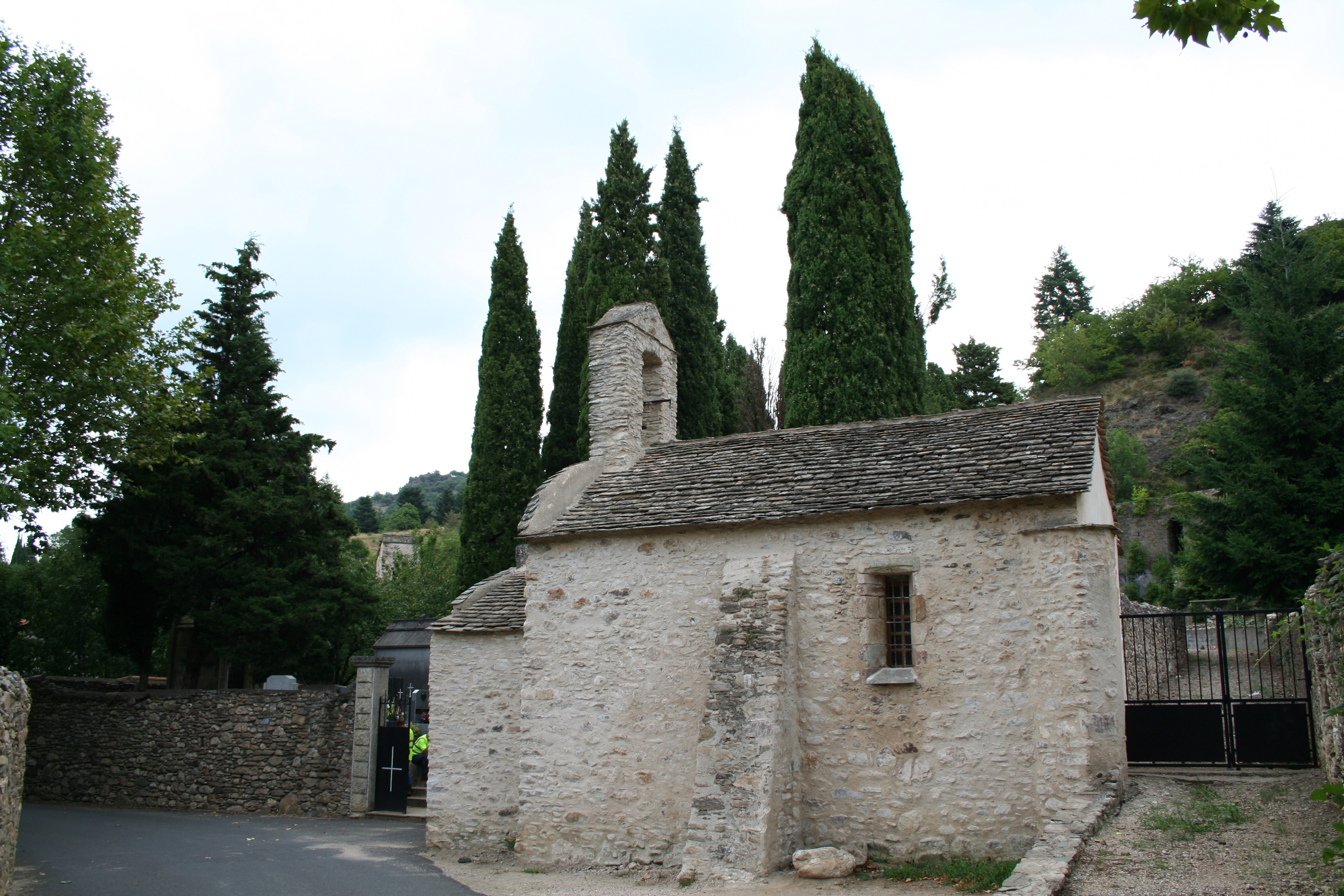
Kapelle Saint-Barthélemy
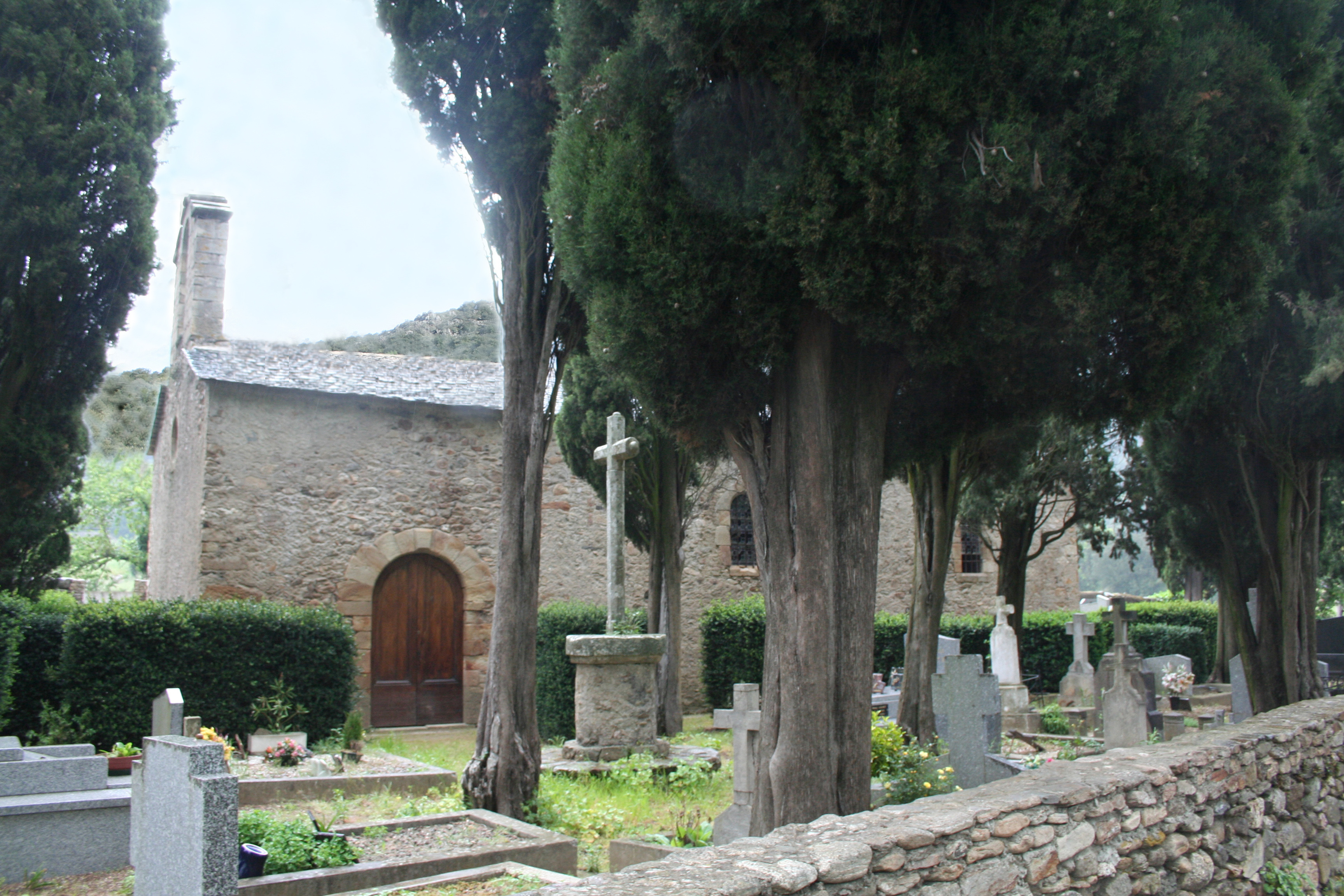
Kapelle Saint-Maurice

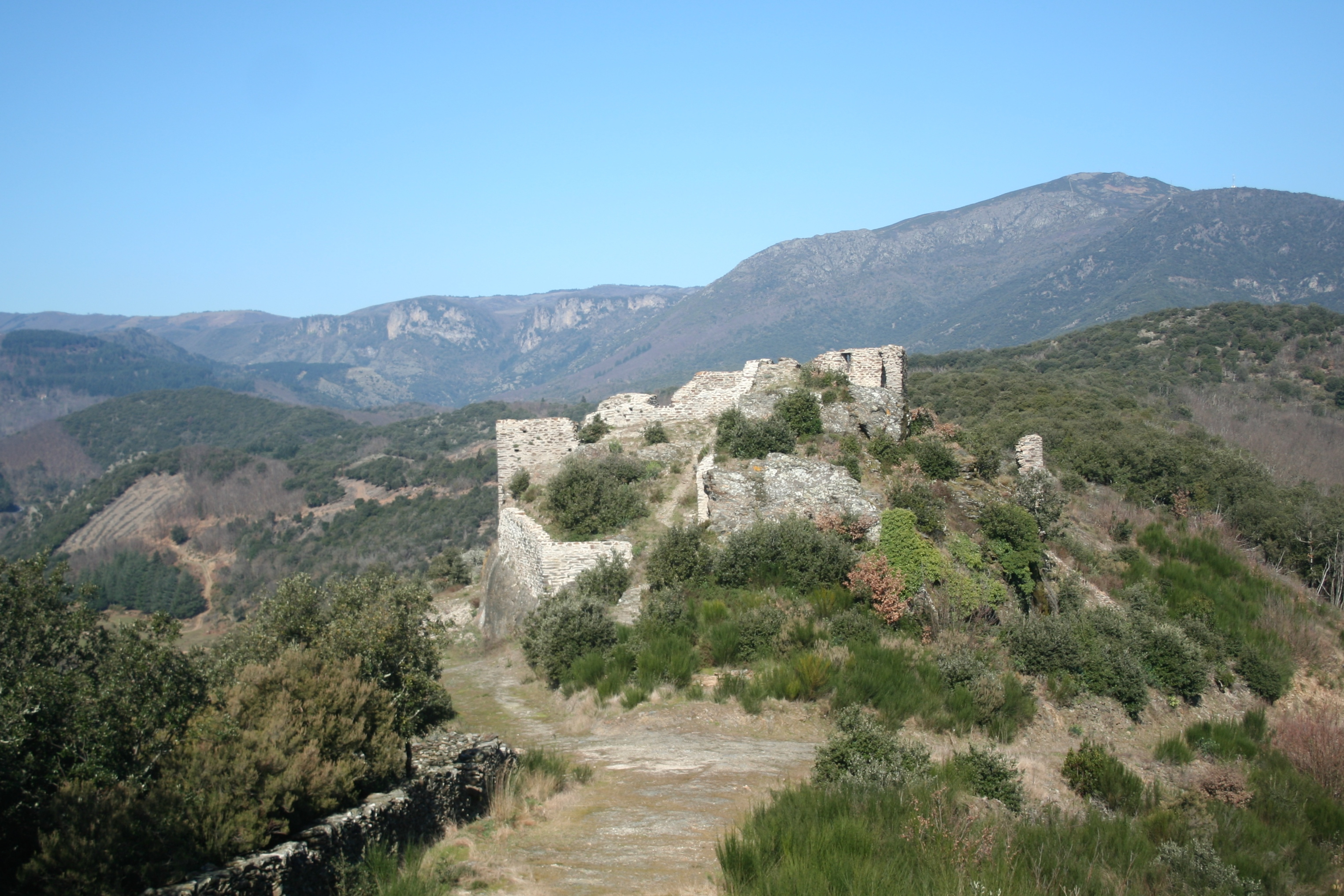
Schlossruine
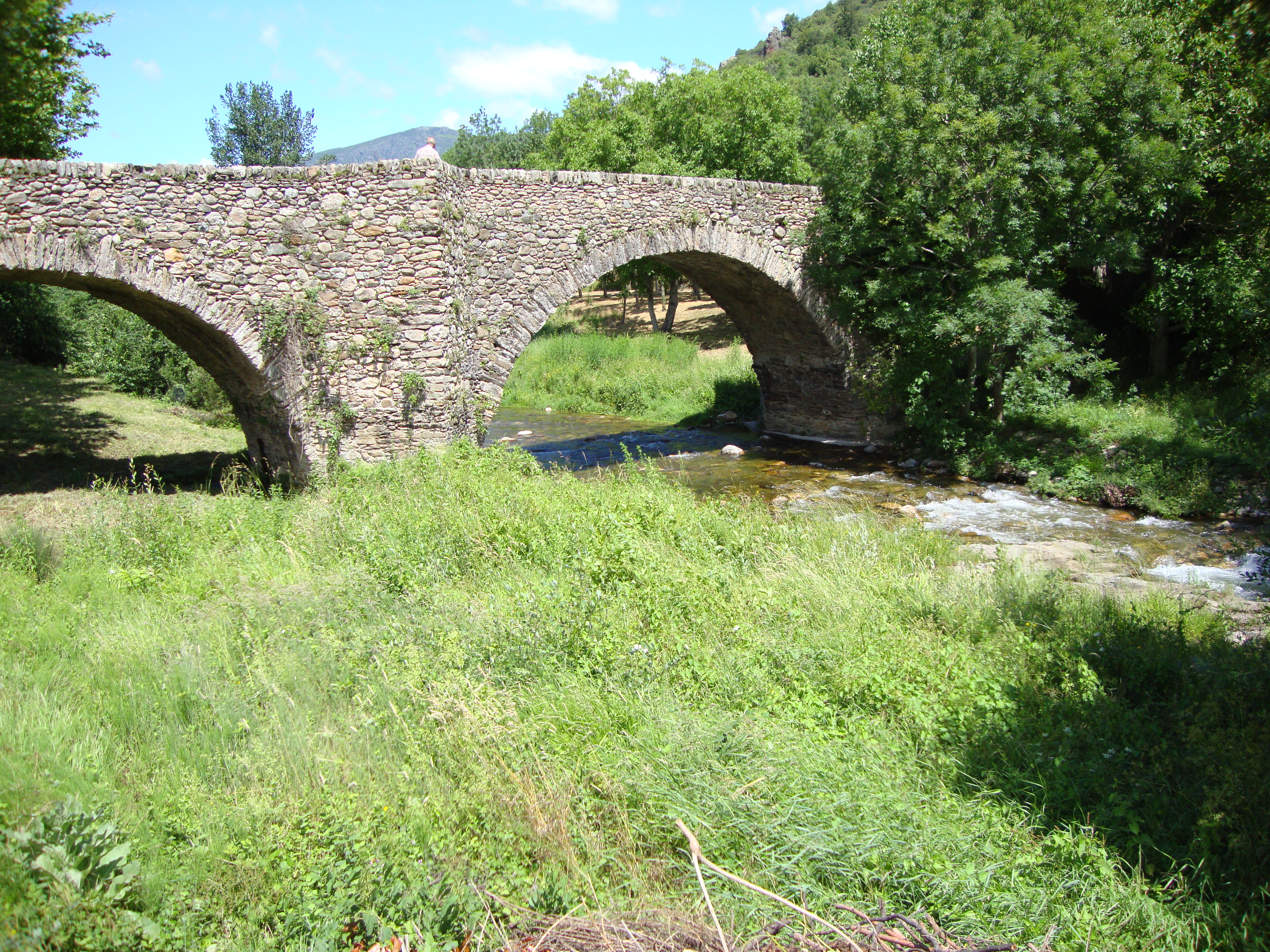
Brücke über die Mare
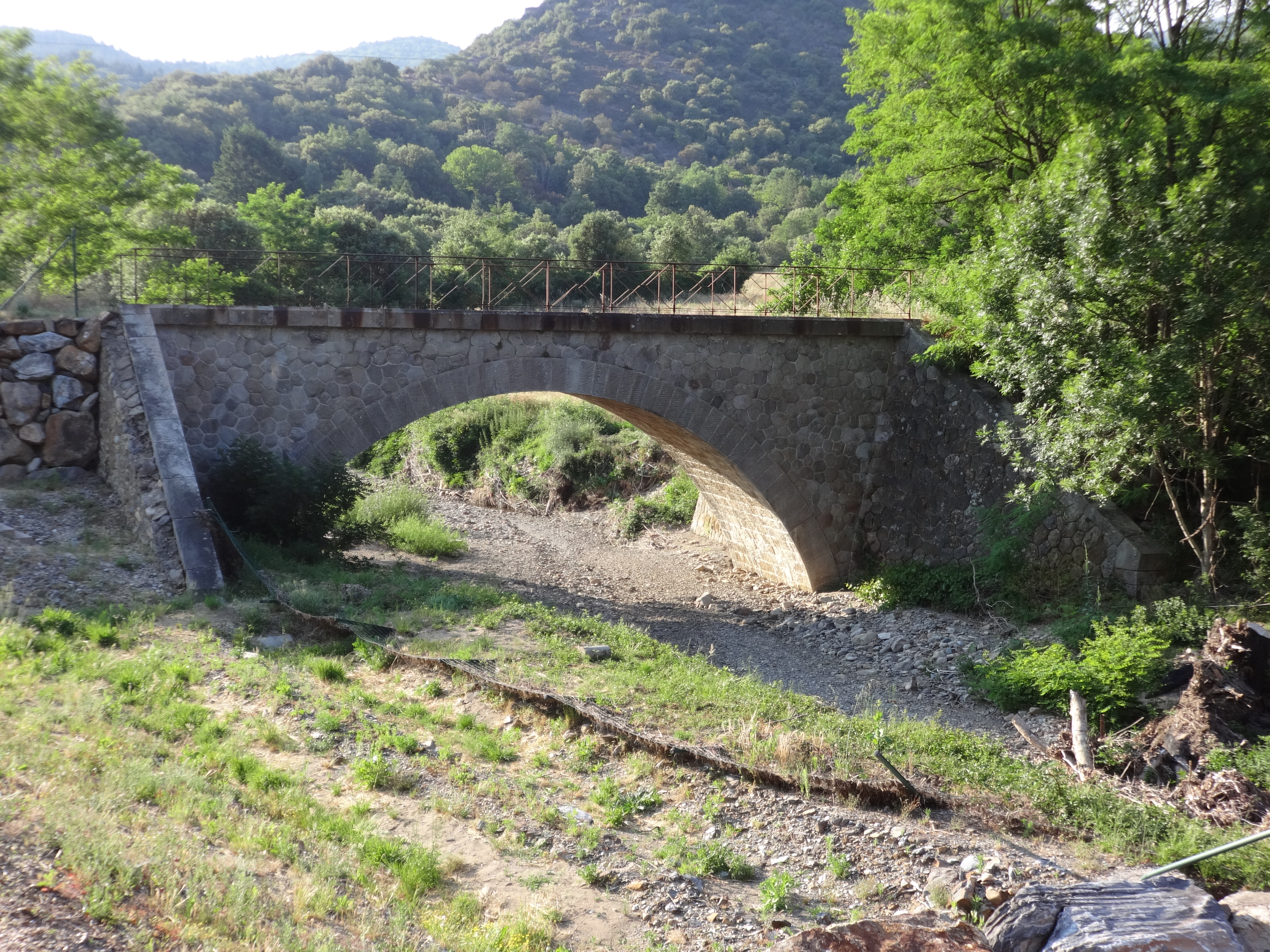
Brücke über den Fluss Bédés
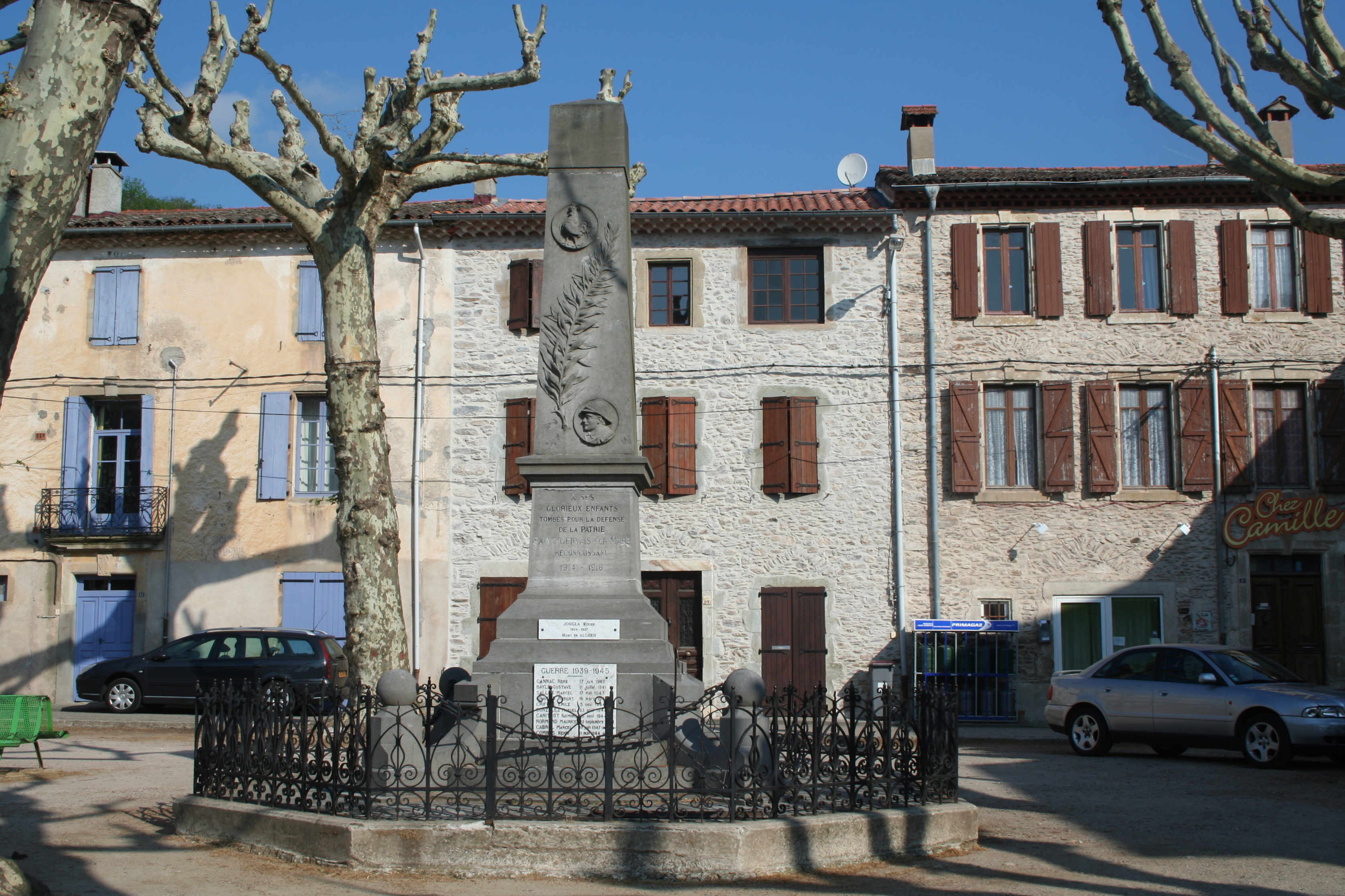
Gefallenendenkmal